# Exil du gouvernement de Louis XVIII à Gand
Vous lisez un « bon article » labellisé en 2014.

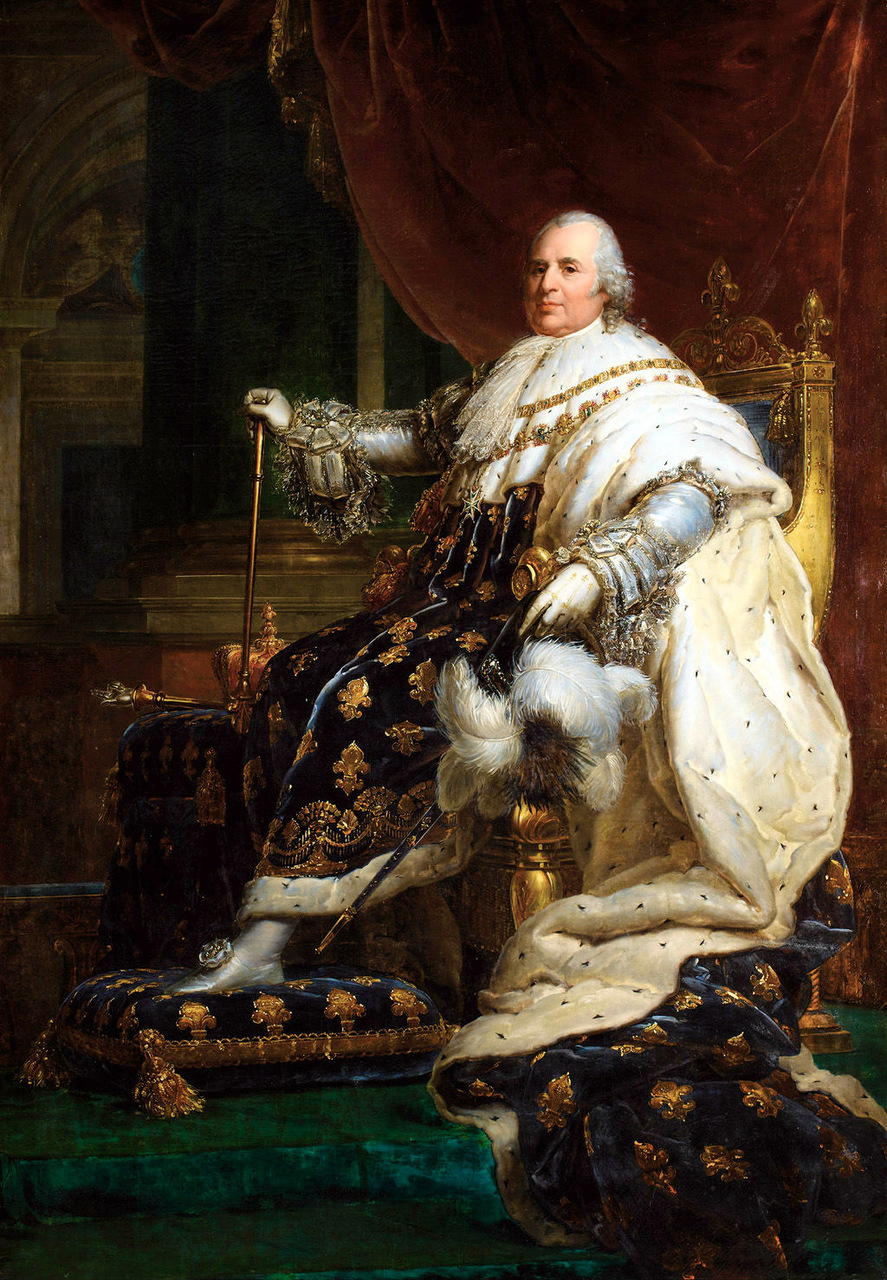
Louis XVIII est contraint à la fuite par Napoléon. Il sera finalement ramené sur le trône par Talleyrand et Fouché ainsi que par les puissances étrangères qui battent Napoléon à Waterloo, contraignant ce dernier à l'exil.

Le gouvernement de Gand est le gouvernement en exil de Louis XVIII lors des Cent-Jours. Alors que Napoléon Ier rassemble des forces et monte vers Paris, le souverain prend des décisions maladroites. Il se prive ainsi de soutien national et international, s'estimant capable de rétablir la situation. En appelant à la défense de la charte, en refusant l'intervention d'armées étrangères, en demandant fidélité à sa propre armée largement acquise au souvenir napoléonien, Louis XVIII se trouve finalement dans l'impasse. Le roi quitte Paris le 19 mars 1815 et franchit les frontières françaises le 23 mars 1815 pour s'installer à Gand.
Le gouvernement est formé de ministres qui l'ont suivi en exil, notamment Blacas, Beugnot et Jaucourt. D'autres personnes restées fidèles envers le souverain occupent des fonctions ministérielles, comme Chateaubriand, que le souverain apprécie peu. Dans les faits, ce gouvernement est sans pouvoir réel, puisque situé hors des frontières de France et étroitement surveillé par les puissances alliées, qui doutent d'un retour des Bourbons. Malgré cela, Louis XVIII croit toujours en son destin de roi : il crée un journal concurrent au Moniteur universel et encourage la chouannerie pour déstabiliser le pouvoir de Napoléon. Durant ses quelques mois d'existence, le gouvernement de Gand est le siège de rivalités au sein de l'entourage du souverain. La frange ultraroyaliste durcit ses positions, tandis que des constitutionnels comme Guizot tentent d'influencer le souverain.
La défaite de Napoléon à Waterloo le 18 juin 1815 permet à Louis XVIII d'envisager un retour au pouvoir. Les puissances étrangères, convaincues par Talleyrand, se prononcent en sa faveur. En France, Fouché persuade les chambres de la légitimité du roi pour négocier un traité de paix dans une Europe monarchique. Louis XVIII rentre en France le 25 juin 1815 pour finalement arriver à Paris le 8 juillet 1815. Ce retour, entaché par les excès des ultra-royalistes, permet le début de la Seconde Restauration et le retour des Bourbons sur le trône de France jusqu'en 1830.

## Retour de Napoléon et inquiétude bourbonienne

### Une partie du peuple favorable au retour

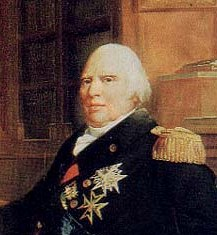
Louis XVIII ne parvient pas à rassurer la totalité de la population française, poussant une partie de la population à espérer un retour de l'Empire.

Que Napoléon ait cherché à revenir en France ne tient guère de l'extraordinaire car il subsiste au début de 1815 dans le pays une masse d'opinion bonapartiste, connue des autorités et du roi lui-même dès son arrivée au pouvoir. Cette masse se divise entre des militaires, anciens de la Grande Armée, insatisfaits par le nouveau régime, et des acquéreurs de biens nationaux de la Révolution, inquiets du sort qui leur serait réservé, même si le gouvernement royal ne donne pas de signes de menace à leur propos, l'heure étant à la réconciliation de tous les Français. Louis XVIII a d'ailleurs dit dans sa déclaration de Saint-Ouen que les acquéreurs de biens nationaux ne seraient jamais remis en cause par le régime ce qui n'avait pas manqué de décevoir le clan ultra-royaliste.
Louis XVIII, en revenant sur le trône, multiplie les décisions maladroites et s'aliène une partie de la population. Pendant que les autorités font construire une chapelle expiatoire en la mémoire de Louis XVI et Marie-Antoinette, la Grande Armée ne reçoit pas l'ombre d'un hommage car Louis XVIII considère qu'il est inutile d'encenser une armée vaincue. Louis XVIII continue de dénigrer l'action de l'armée et promulgue même une ordonnance le 12 mai 1814 réduisant les effectifs de l'armée et leur imposant le drapeau blanc du royaume de France, aux dépens du drapeau tricolore avec lequel l'armée s'est battue pendant plus de 20 ans. Ainsi, des soldats français sont morts pour leur pays en héros mais sont complètement oubliés par le nouveau régime. De plus, c'est parce qu'ils ont perdu en défendant la nation qu'ils sont relégués au ban de la société. Le concept de nationalisme échappe alors complètement au roi et à ses conseillers ce qui fait le jeu de Napoléon, qui se réclame de ce nationalisme. Nombre de soldats se rallient donc à l'empereur pour cette raison, considérant qu'ils servent un ingrat en la personne du roi.
La population, qui a par ailleurs eu à supporter par endroits l'occupation étrangère, souffre du chômage et vit difficilement, sans que le pouvoir n'y apporte de réponse claire ; en revanche, la politique fiscale du baron Louis renforce les « contributions indirectes » touchant des produits d'usage populaire. L'inaction du pouvoir face aux difficultés qui touchent les classes populaires et le maintien des droits réunis, dont une très impopulaire taxe sur les boissons, contribuent également à la colère du peuple à l'égard du régime. Le peuple craint également un retour à l'Ancien Régime, ainsi qu'à la domination de l’Église. Louis XVIII peine à rassurer la population, et les rumeurs de complot gagnent en ampleur tandis que les soldats et paysans se prennent de nostalgie pour le régime impérial, considéré comme une période prospère économiquement.

### Vol de «l'Aigle» et réaction du gouvernement

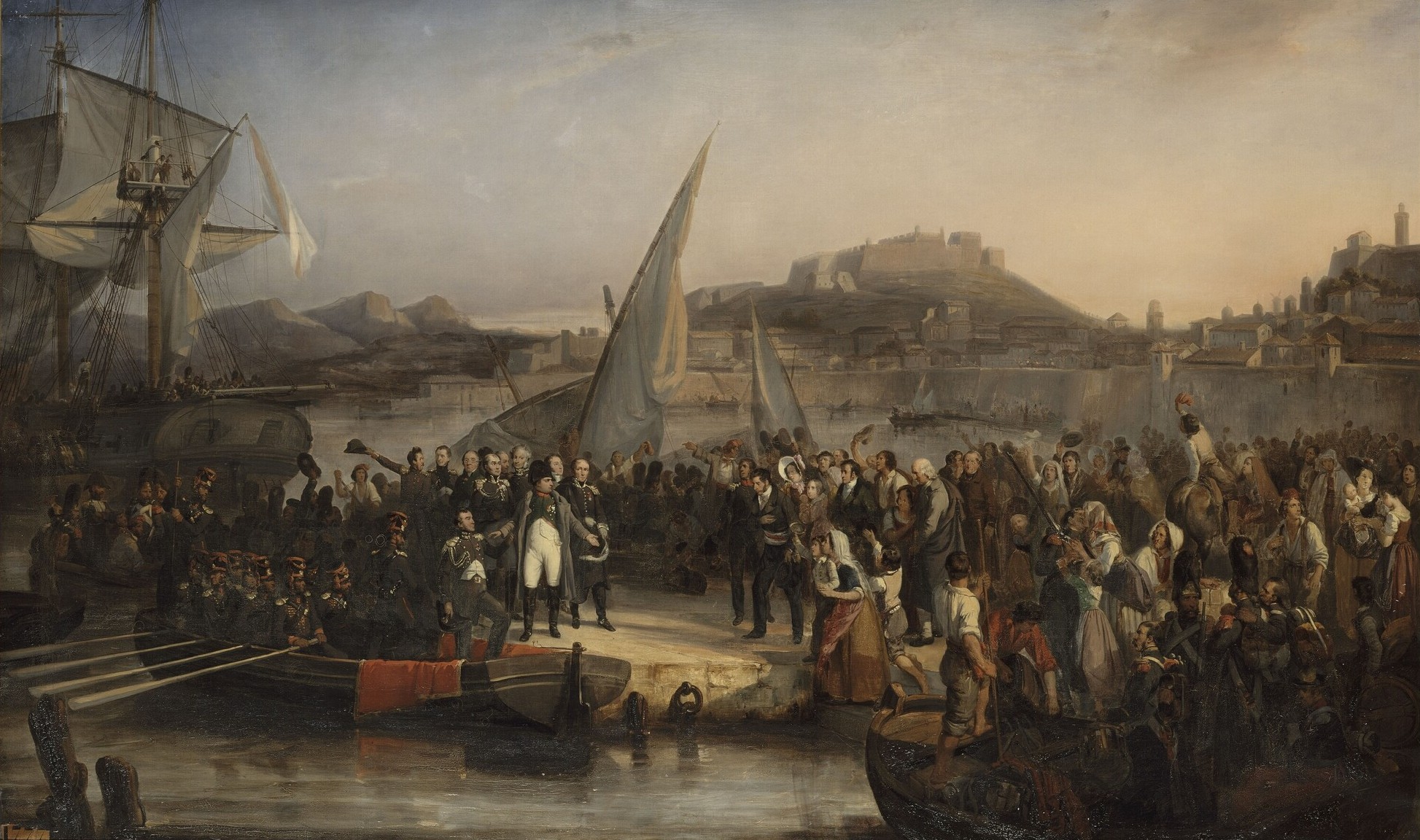
Le départ de Napoléon Ier de l'île d'Elbe marque le début des Cent-Jours.

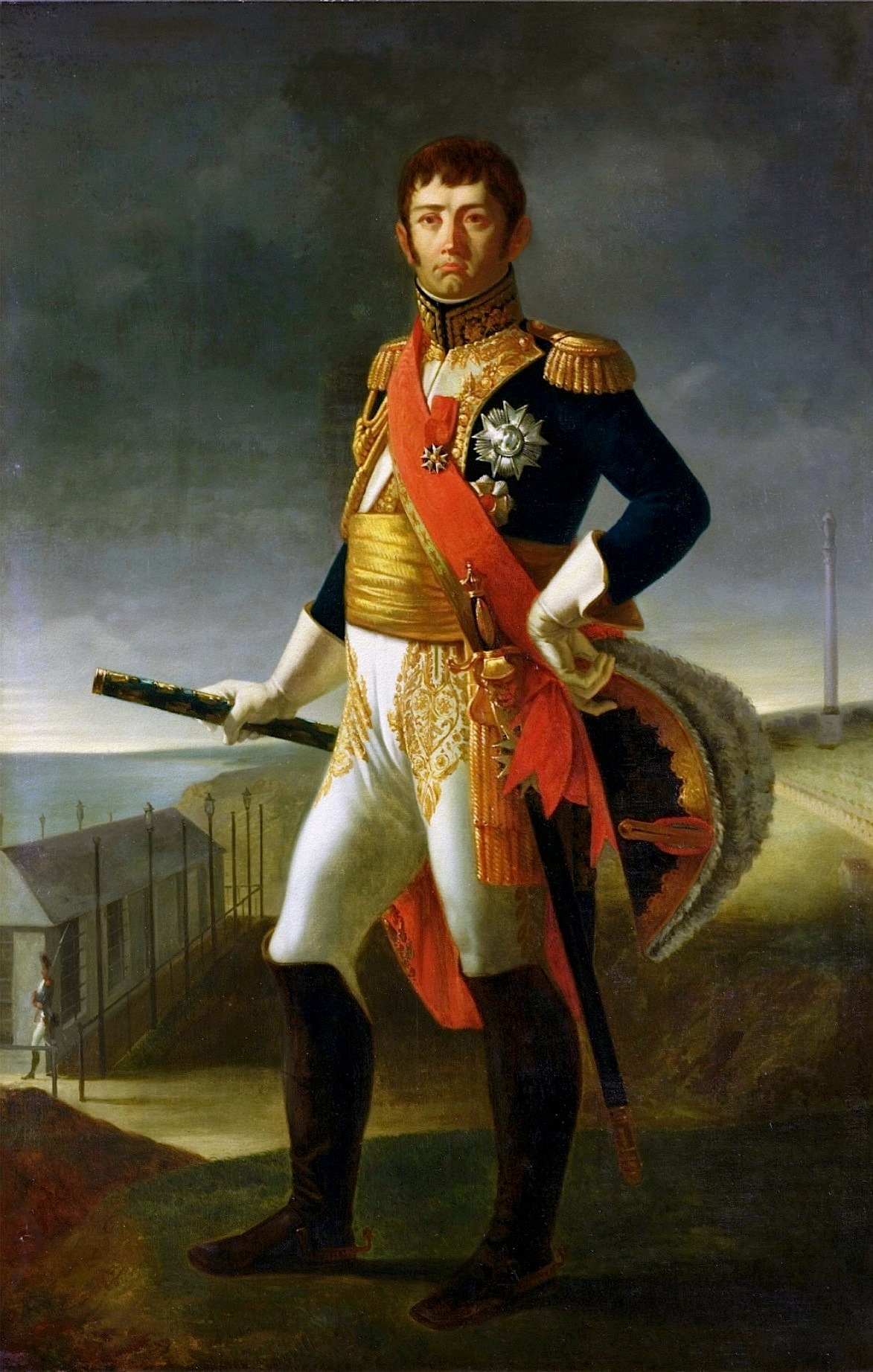
Soult, ministre de la guerre et ancien maréchal d'Empire, est le parfait bouc-émissaire pour le Comte d'Artois.

Napoléon, qui se lasse vite de l'île d'Elbe et ne reçoit pas la rente à vie que lui avaient promise les Bourbons lors de son départ en exil, envisage de passer à l'acte. Il commence par tromper tout le monde avec une lettre d'un de ses serviteurs, interceptée par les espions des puissances du Congrès de Vienne, disant qu'il retourne à Naples pour aider Murat : « Je suis au service du premier aigle du monde et par conséquent, content. […] L'inconstant partira dans quelques jours pour Naples avec des troupes ». Ces lettres sont à l'origine d'une croyance d'un véritable complot bonapartiste, qui aurait placé Napoléon sur un trône d'une Italie réunifiée autour de sa personne. Ce flou autour de la situation de Bonaparte pousse ce dernier à agir. Estimant que l'effet de surprise est la clef du succès, il quitte secrètement l'île d'Elbe le 26 février et débarque à Golfe Juan le 1er mars 1815 avec quelques hommes.
Le pouvoir royal n'apprend le débarquement que le 5 mars 1815, par le télégraphe. Chappe, administrateur général du télégraphe, reçoit le message et le porte immédiatement au baron de Vitrolles, qui le transmet lui-même au souverain, sous enveloppe cachetée. Très vite, Louis XVIII convoque le maréchal Soult, qui le convainc de garder le silence au moins pendant vingt-quatre heures sur les événements. Au-delà de cette mesure, Louis XVIII se montre particulièrement serein, ce que Vitrolles pense être une attitude responsable. Les conseillers du roi ont joué un rôle dans son optimisme et sa confiance proches de l'aveuglement, notamment Beugnot et André mais, très vite, son entourage lui envoie des avertissements sérieux que le roi ne prend pas en compte. Dans la correspondance du souverain avec Talleyrand, il l'évoque en quelques lignes pour parler avant tout des affaires extérieures. En fait, Louis XVIII ne veut pas prendre conscience du danger. Napoléon continue son avancée triomphale sur la route qui porte désormais son nom, et rallie, étape par étape, les soldats censés venir pour l'arrêter, pendant que le pouvoir central se limite à promulguer une ordonnance déclarant Bonaparte comme traître le 7 mars.
Louis XVIII est sûr de son destin tout comme ses ministres, qui paraissent sûrs de la déchéance annoncée de Napoléon puisque l'Europe entière est liguée contre lui. Jaucourt, qui occupe l'intérim des affaires étrangères en l'absence de Talleyrand, parti au Congrès de Vienne, ne s'exprime pas sur le sujet. Dambray, ministre de la justice, est un fervent royaliste. C'est lui qui avait suggéré à Louis XVIII de dater la charte de sa dix-neuvième année de règne. De manière générale, la quasi-totalité des ministres de Louis XVIII et des royalistes pensent que les circonstances sont favorables pour écarter définitivement Bonaparte. Vitrolles, quant à lui, pensait qu'une armée dirigée par des princes serait fidèle à la Restauration, mais il n'en est rien. La monarchie se rend progressivement compte qu'un régime qui n'a pas une police efficace (Beugnot supprime les espions politiques, empêchant les comploteurs bonapartistes d'être arrêtés) et qui ne peut compter sur son armée ne peut pas s'imposer dans la durée.
Le gouvernement, devant la gravité de la situation, multiplie les erreurs. Ainsi, les préfets, représentants du pouvoir central dans les provinces, reçoivent des consignes extrêmement floues. Le 13 mars, le comte d'Artois dénonce un complot de Soult et de l'armée en général. Ce dernier remet aussitôt sa démission au roi et prive le régime de ses talents. Il est remplacé par Clarke. Louis XVIII se pose en garant des libertés. Suivant les conseils de Louis et de Montesquiou, le roi déclare le 12 mars qu'il défend « la liberté publique, la liberté constitutionnelle qu'on veut détruire », sans résultat. Le 16 mars, dans un baroud d'honneur, le roi essaie de convaincre les chambres de sa détermination à rester au pouvoir et ainsi défendre la charte libérale : « Pourrais-je, à soixante ans, mieux terminer ma carrière qu'en mourant pour sa défense ? Quoi qu'il arrive, je ne quitterai pas mon fauteuil. La victime sera plus grande que le bourreau ». Les chambres l'applaudissent, mais le discours n'a guère plus d'effet.

### Réaction internationale

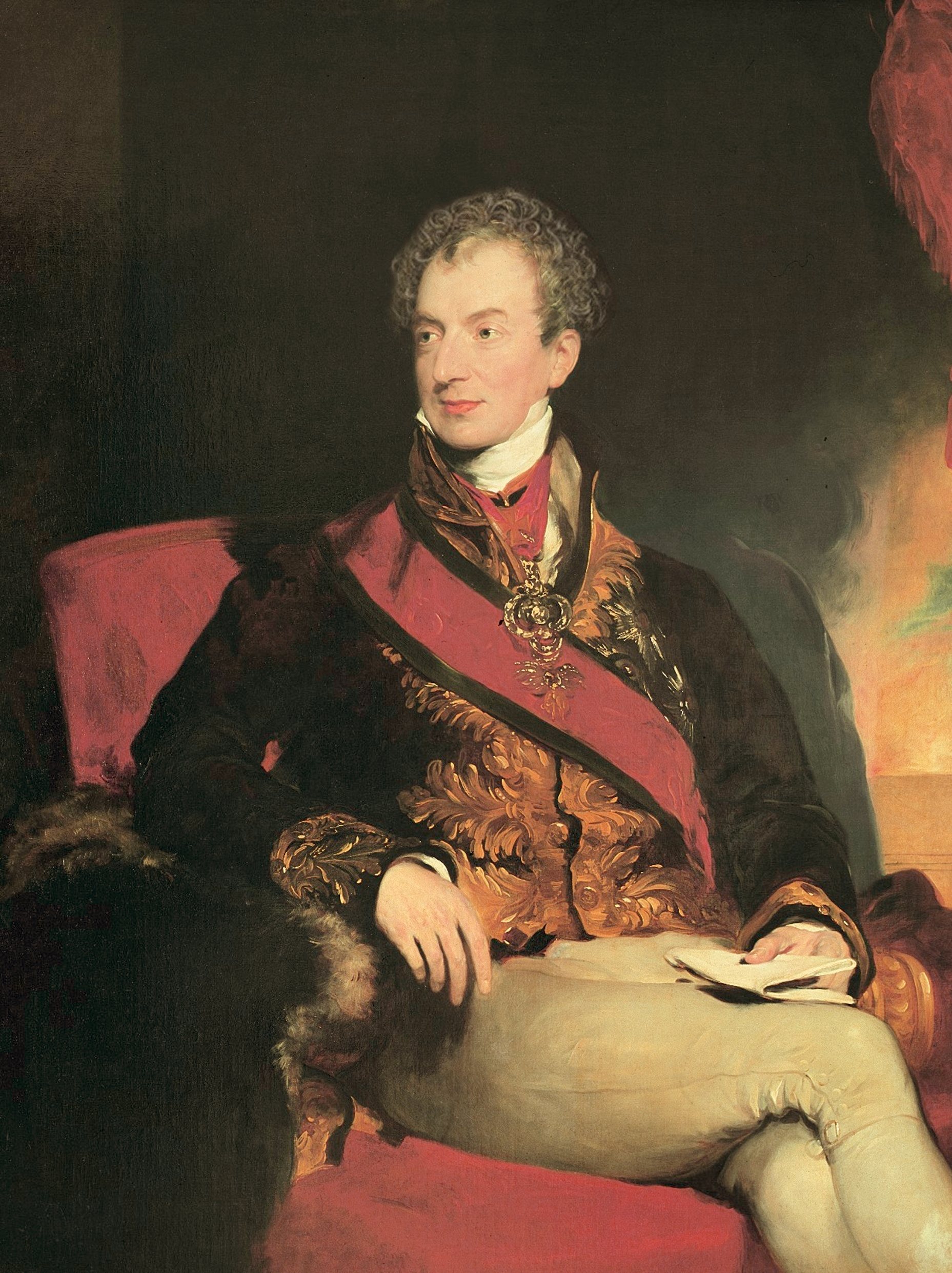
Klemens Wenzel von Metternich, ambassadeur de l'empire d'Autriche

Les pays participants au congrès de Vienne observent et espionnent attentivement Napoléon. Lorsqu'ils ont vent des ambitions de retour sur le continent de Napoléon, ces derniers menacent le souverain de l'île d'Elbe d'un exil forcé sur une île beaucoup plus éloignée des côtes européennes, l'île de Sainte-Hélène. Cette menace, Napoléon ne l'a jamais cru du fait du soutien indéfectible de sa garde mais aussi de l'adoration qu'avaient les elbois pour lui, rendant tout exil impossible sans une résistance préalable.
Le 7 mars, alors que la nouvelle du débarquement de Bonaparte vient d'être officialisée par le Moniteur, les ambassadeurs étrangers sont réunis aux Tuileries et Louis XVIII leur déclare : « Messieurs, je vous prie de mander à vos cours que vous m'avez trouvé bien portant de la goutte et nullement inquiet de ce qui vient d'arriver. Cela ne troublera ni le repos de la France ni celui de l'Europe. » C'est ce jour-là que la monarchie bourbonienne perd le soutien des autres puissances étrangères européennes qui l'avaient placée sur le trône et qui comprennent que seule l'Europe peut freiner Bonaparte. Le 9 mars, les puissances européennes proposent une aide militaire à Louis XVIII que celui-ci s'empresse de refuser. Cette décision maladroite fait basculer les autres puissances dans une position attentiste. Le 18, Louis XVIII supplie l'armée de lui être fidèle afin « d'épargner les trois cent mille étrangers dont je ne pourrais plus enchaîner le bras ». Par cette déclaration, Louis XVIII dénigre les armées étrangères et veut rétablir lui-même la situation, ce qui s'avère être une erreur politique majeure car il bloque les renforts qu'auraient pu lui fournir les armées étrangères pour défendre sa couronne.
Les souverains étrangers sont avertis successivement du débarquement de Bonaparte, l'empereur d'Autriche l'apprenant le 7 mars, le roi de Prusse le 9 et le roi du Royaume-Uni le 10. Le 11, le Times titre : « Le retour de l'aventurier misérable ». La méfiance mutuelle entre les souverains européens de la Sixième Coalition ralentit les projets de Metternich, voulant stopper l'empereur dès le 7 mars. C'est finalement le 13 que les puissances ayant signé le premier traité de Paris se retrouvent à Vienne, dans le congrès qui se tient depuis 1814. Il doit réorganiser l'Europe mais traîne en longueur à cause des contentieux territoriaux et idéologiques et de l'enjeu pour l'Europe d'un éventuel accord. Le retour de Napoléon remet en question la longueur du congrès et son incapacité à décider et c'est ce retour qui permet d'unir les puissances européennes derrière un ennemi commun, l'empereur d'Autriche dit d'ailleurs qu'« heureusement, c'est arrivé maintenant où nous sommes tous réunis ». Sans surprise, le congrès déplore l'action de Bonaparte, considérée comme illégale car violant le traité de 1814 : « En rompant ainsi la convention qui l'avait établi à l'île d'Elbe, Buonaparte détruit le seul titre légal auquel son existence se trouvait attachée ».

## Louis XVIII en exil

### Une fuite inévitable

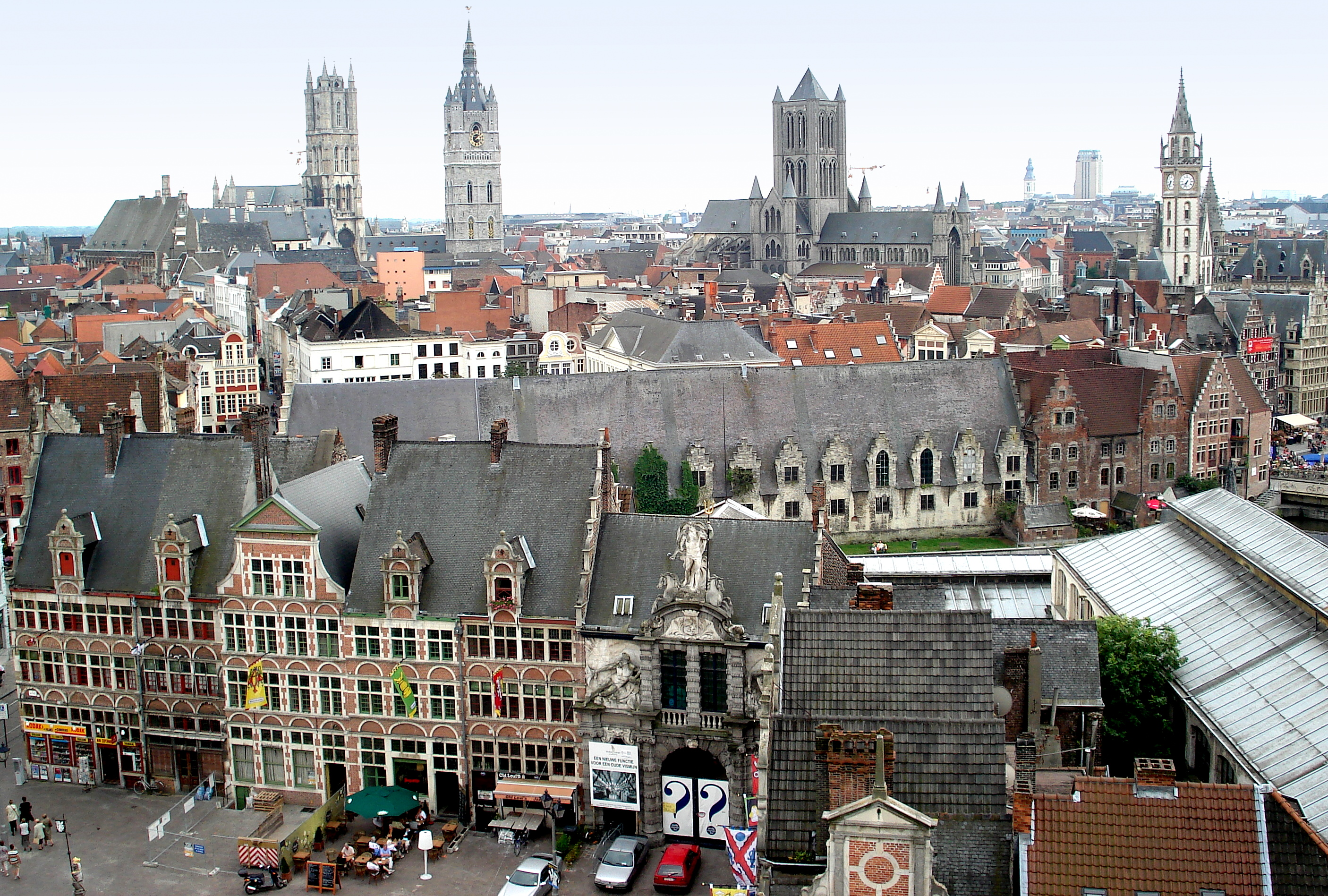
La ville de Gand aujourd'hui

Le roi essaie de mobiliser l'opinion en faveur du régime mais en vain, Napoléon est acclamé partout où il passe. Louis XVIII s'adresse à l'armée le 19 mars pour lui demander de rester fidèle, tout en promettant pardon et oubli aux « enfants égarés ». En réalité, le roi songe depuis le début de l'annonce du retour de Bonaparte à fuir. Il envoie tout de même le duc de Berry essayer d'arrêter Bonaparte, en vain. Il comprend, à ce moment que la partie est bel et bien perdue et que les dés sont jetés. Les ministres et l'entourage de Louis XVIII voudraient, pour leur part, lutter contre Napoléon. Mais ils ne tombent pas d'accord sur les moyens. Jaucourt souhaiterait que Louis XVIII parte en Vendée rassembler des soutiens tandis que Chateaubriand et Marmont préfèreraient que le roi reste à Paris et se défende. Le roi hésite malgré les mauvais souvenirs du précédent exil et son entourage est partagé mais voulant éviter un bain de sang et une guerre civile, Louis XVIII préfère encore prendre la fuite et tenter de rejoindre les Britanniques au nord, comme le préconise Macdonald.
C'est pourquoi, le 19 mars, le roi jette l'éponge : « Je vois que tout est fini sur ce point. Ne nous engageons pas dans une résistance inutile. Je suis résolu à partir. » Après avoir passé en revue des troupes nobles, il part avec ses proches (en particulier le comte d'Artois et le duc de Berry) ainsi que plusieurs de ses ministres. En tout, une douzaine de voitures quittent les Tuileries. Le cortège est précédé par la voiture du premier valet du roi, Hue, qui a pour ordre d'emmener les joyaux de la couronne (d'une valeur de plusieurs millions de livres) avec pour mission de les déposer à Lille ou en Angleterre. Sous une pluie battante et vers 23 h 30, Louis XVIII fait ses adieux définitifs aux Tuileries et embarque dans une berline, accompagnée de quelques cavaliers. Le 20 au matin, le Moniteur paraît avec une déclaration du roi expliquant sa fuite : « La divine providence, qui nous a rappelé au trône de nos pères, permet aujourd'hui que le trône soit ébranlé par la défection d'une partie de la force armée qui avait juré de le défendre ».

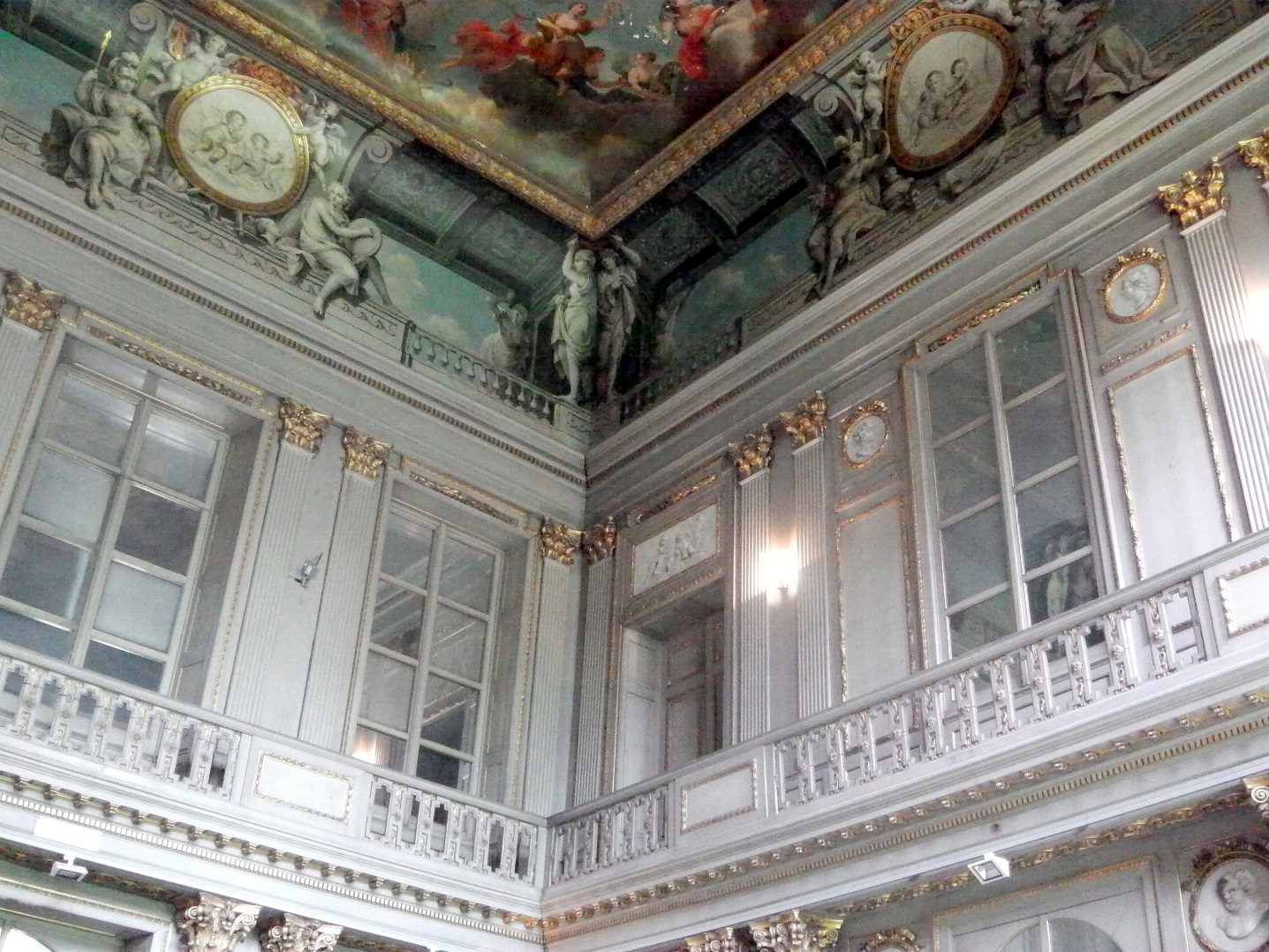
La salle de bal de l'hôtel d'Hane-Steenhuyse

C'est à l'Hôtel d'Hane-Steenhuyse que Louis XVIII loge à Gand. Le souverain est accompagné d'une garde, au sein de laquelle officient les jeunes Alphonse de Lamartine et Alfred de Vigny, qui dépeignent par la suite la scène sous des couleurs pathétiques. Rapidement, Louis XVIII distance sa Maison militaire, qui peine sur les routes du nord de la France et est finalement dissoute par le comte d'Artois le 25 mars. Le souverain a alors déjà franchi la frontière, le 23 et tente toujours de rallier l'opinion en publiant depuis Lille une ordonnance qui commande à tout Français de désobéir à un ordre de mobilisation émanant de Napoléon Bonaparte mais cette décision n'est connue que de ses fidèles, l'opinion ayant déjà tourné la page de la monarchie.
Le roi arrive finalement à Gand, « la ville de Charles Quint » selon Chateaubriand, le 30 mars, après avoir envisagé de partir pour l'Angleterre. Louis XVIII et sa cour ont parcouru plus de 300 kilomètres en calèche en 10 jours, une rapidité presque exceptionnelle à l'époque, ce qui témoigne bien de la fuite précipitée de Louis XVIII. Selon Jérôme Delandine de Saint-Esprit, Louis XVIII ne comptait pas rester hors des frontières de France longtemps mais, lorsqu'il apprit ce qu'une partie de sa maison militaire était devenue, il décide de rester à Gand par sécurité. Dans les faits, il rencontre beaucoup d'obstacles : Dunkerque est aux mains des bonapartistes. Les vents contraires empêchent toute traversée du 24 au 30 mars. Le nouveau roi des Pays-Bas est réticent pour l'accueillir à Bruxelles. Le choix de Louis XVIII se porte donc sur Gand, ville francophile, suivant en ceci les conseils du comte d'Artois. Il est ensuite rejoint par son entourage. Les Orléans, qui s'étaient désistés lors de l'envoi de troupes contre Bonaparte, sont pour leur part en Angleterre.

### Une cour à échelle réduite sans pouvoirs

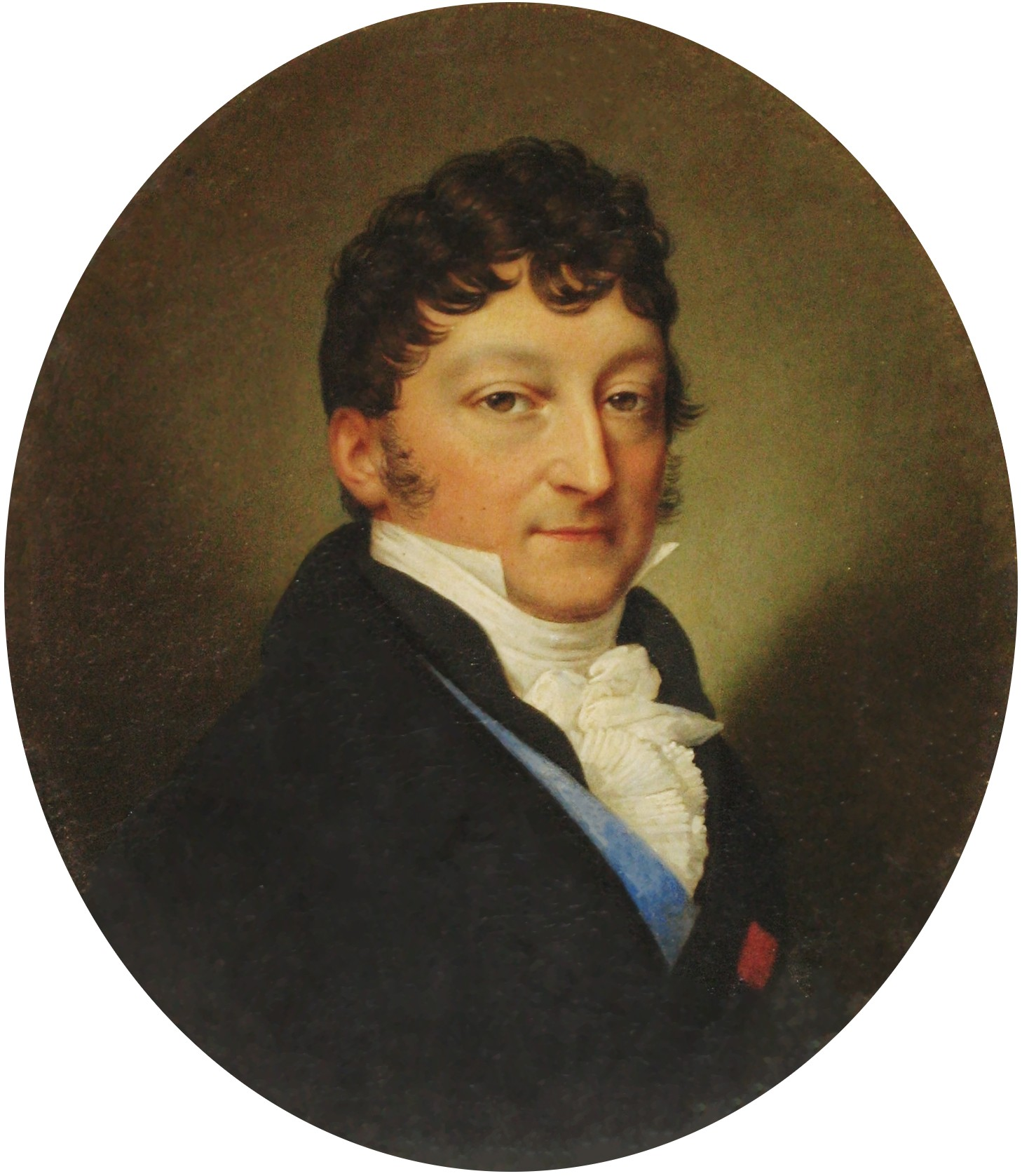
Blacas est l'un des ministres qui suivent Louis XVIII à Gand.

À Gand, Louis XVIII est hébergé dans l'hôtel d'Hane-Steenhuyse, résidence du comte Jean-Baptiste d'Hane-Steenhuyse, où il forme une version réduite de la cour qu'il tenait aux Tuileries. Il trouve l'appartement sublime si bien qu'il dit que « ce logement était préférable à tous ceux que j'avais habités lors de ma première sortie de France ». Il y forme un ministère où Blacas est à la Maison du Roi, Beugnot à la Marine, et Jaucourt aux Affaires étrangères. Tous trois occupaient ces postes sous la Première Restauration, par intérim en ce qui concerne Jaucourt. S'y joignent Feltre à la Guerre, Lally à l'Instruction publique, et enfin Chateaubriand à l'Intérieur (ce dernier étant mal supporté par le souverain). Des messagers tiennent régulièrement le souverain au courant des affaires de la France, et permettent à différents courants de faire pression dans le sens de leurs idées. C'est ainsi le cas de François Guizot qui se rend aux côtés du roi pour lui dispenser des conseils venus de Royer-Collard. Louis XVIII possède également de nombreux conseillers qui l'ont suivi à Gand comme le maréchal Marmont, duc de Raguse et le maréchal Victor, duc de Bellune. Le comte de Bourmont, quant à lui, rejoint le roi dans ses dernières heures d'exil, faisant défection à Napoléon le 15 juin, soit 3 jours avant Waterloo. Certains, en revanche, s'illustrent par leur absence : c'est le cas de Talleyrand qui profite de sa présence au congrès de Vienne pour temporiser, ne voulant pas s'enterrer dans ce qu'il appelait avec mépris la « Petite Réunion de Gand ».
Dans les faits, Louis XVIII ne bénéficie que d'une très maigre marge de manœuvre : les différentes insurrections royalistes menées en France sont tenues en échec par les forces de Napoléon. Même ses propres ministres considèrent que ce gouvernement est inutile à commencer par Chateaubriand qui dit que le gouvernement est un « vestiaire derrière les coulisses du spectacle ouvert à Paris ». Avec la dissolution de la Maison Royale, le roi ne dispose de plus d'aucune troupe à l'exception d'un petit contingent, que les puissances alliées refusent de mêler à leurs troupes. C'est par ailleurs sous la surveillance constante des alliés que le gouvernement doit opérer. Par exemple, Louis XVIII épuise très vite, ses réserves de monnaie qu'il avait emportée en vitesse des Tuileries et c'est la monarchie britannique qui frappe des pièces de vingt francs pour subvenir aux besoins du gouvernement en exil mais surtout pour pouvoir monnayer avec les Français une fois l'armée britannique rentrée sur le territoire, rendant Louis XVIII complètement dépendant de l'Angleterre. Les puissances étrangères doutent désormais de la capacité des Bourbons à diriger la France, elles refusent implicitement de parler d'un possible retour des Bourbons sur le trône et lui préfèrent de plus en plus son cousin Orléans. Louis XVIII est considéré comme le responsable du retour de l'Empereur et de l'agitation qui s'ensuit. Seuls les Britanniques lui sont encore favorables, mais ce soutien reste prudent, dans l'attente de la suite des événements. Ainsi, le gouvernement de Gand est totalement soumis au bon vouloir des puissances étrangères et ne peut que sauver les apparences. Il est par ailleurs touché par des querelles et rivalités entre les exilés qui cherchent à s'attacher la personne du roi.

### L'idée royaliste lors des Cent-Jours

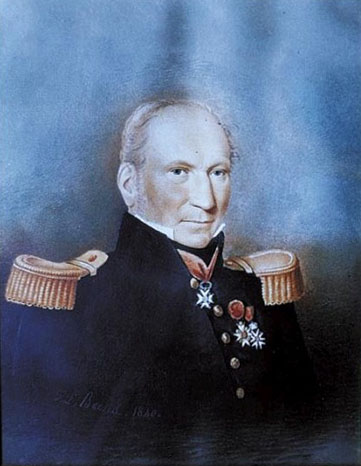
Un des colonels chouans : Toussaint du Breil de Pontbriand.

Nombre de personnes, notamment des journalistes, se rendent à Gand pour témoigner de leur fidélité au souverain et s'assurer ses faveurs s'il venait à reprendre le pouvoir en France. Louis XVIII dit d'ailleurs par la suite que son ministère en partie composé de journalistes était « une concession faite aux idées de l'époque ». Tous sont unis par leur désir de voir Louis XVIII revenir sur le trône et Napoléon chassé du pouvoir à commencer par Louis XVIII lui-même qui publie un manifeste le 2 mai appelant « le peuple français à chasser l'usurpateur ». Ces partisans, unanimes sur les deux points précédents, divergent en revanche fortement en ce qui concerne le modèle de monarchie qu'ils veulent voir restaurée, et la position qu'elle doit tenir entre la Charte de 1814 et l'Ancien Régime. Ainsi, l'entourage de Monsieur, frère du roi, se montre très favorable à un durcissement de la contre-révolution. De grandes figures de l'ultraroyalisme comme Polignac, Sosthène de La Rochefoucauld ou encore Crussol collaborent au Journal universel de Louis-François Bertin qui devient par la suite Le Moniteur de Gand dont le premier numéro paraît le 14 avril 1815 avec comme première page une suite d'ordonnances de Louis XVIII dans le but de faire perdre la légitimité de Napoléon. Ce journal est en fait créé pour sauver les apparences et pour faire concurrence à l'autre Moniteur universel, resté à Paris et qui est utilisé par les bonapartistes pour dénoncer les excès des royalistes. Ceci leur permet de faire naître l'idée d'un renouveau de l'émigration et d'une trahison aux côtés de l'étranger. Hors des cercles ultras, cette image colle pendant plusieurs années à ceux qui ont participé à cet exil, notamment à François Guizot durant la monarchie de Juillet. Pour leur part, certains royalistes réclament le retour du roi et contournent la censure napoléonienne en écrivant des chansons. Ainsi, Louis XVIII devient le petit père de Gand. Les journaux royalistes parviennent également à faire passer l'idée d'une similitude entre le retour de l'Empereur et l'expression des idées de Robespierre et Marat.
D'autres, plus libéraux, entourent également le souverain. Ainsi, Chateaubriand est ministre de l'Intérieur. Louis XVIII, qui ne l'apprécie guère, le juge en effet utile à sa cause. L'homme de lettres prône, à l'inverse de la famille du souverain, une monarchie plus libérale dont le gouvernement devrait être fondé sur la Charte. Cette idée d'une monarchie plus libérale est émise par Chateaubriand lors d'un rapport sur l'état de la France le 12 mai 1815, dans lequel il écrit « nous sommes prêts à verser pour vous la dernière goutte de notre sang, parce que nous croyons devant Dieu que vous maintiendrez la constitution que vous avez donnée à votre peuple. » Royer-Collard, responsable du comité constitutionnel clandestin de Paris, entretient également des rapports étroits avec le roi par le biais de Guizot. Enfin, d'anciens fonctionnaires d'Empire viennent également rejoindre Louis XVIII à Gand, comme Portalis. Ce sont ces personnes qui arrivent à faire comprendre à Louis XVIII pourquoi la Restauration a échoué, et Louis XVIII accepte l'idée d'une monarchie un peu plus libérale. Il jure dans un discours le 15 avril de « faire disparaître jusqu'à la trace des abus qui pourrait avoir éloigné de nous quelques Français » ce qui vise bien évidemment les tentations de retour à l'Ancien Régime prônées par les ultras.
Bien que Napoléon soit revenu au pouvoir en France, Louis XVIII reste serein et pense revenir en France très prochainement. Lors d'un entretien avec Guizot, ce dernier est impressionné par « l'attitude et le regard de ce vieillard, immobile et comme cloué dans son fauteuil, une sérénité hautaine, et au milieu de sa faiblesse, une confiance tranquille dans la force de son nom et son droit ». Si la France en général accepte le retour de l'Empereur, Louis XVIII ne reste pas sans rien faire et ordonne des expéditions pour rallier la population. Roger de Damas est envoyé en Suisse dans le but de lever une armée de gardes suisses tandis que Louis de la Rochejaquelein est envoyé en Vendée. C'est grâce à cette action que des Bretons et Vendéens se lancent dans une nouvelle chouannerie, comme ils l'avaient fait lors de la Révolution Française pour demander le retour de l'Ancien Régime. Cet événement imprévu contraint Napoléon à envoyer 10 000 soldats dans la région pour maintenir l'ordre, soldats qui font cruellement défaut à l'Empire par la suite notamment lors de la campagne de Belgique qui voit les coalisés vainqueurs. D'autres départements français connaissent des troubles comme le département de l'Aveyron.

## Retour de Louis XVIII sur le trône

### Louis XVIII rentre à Paris dans la défaite

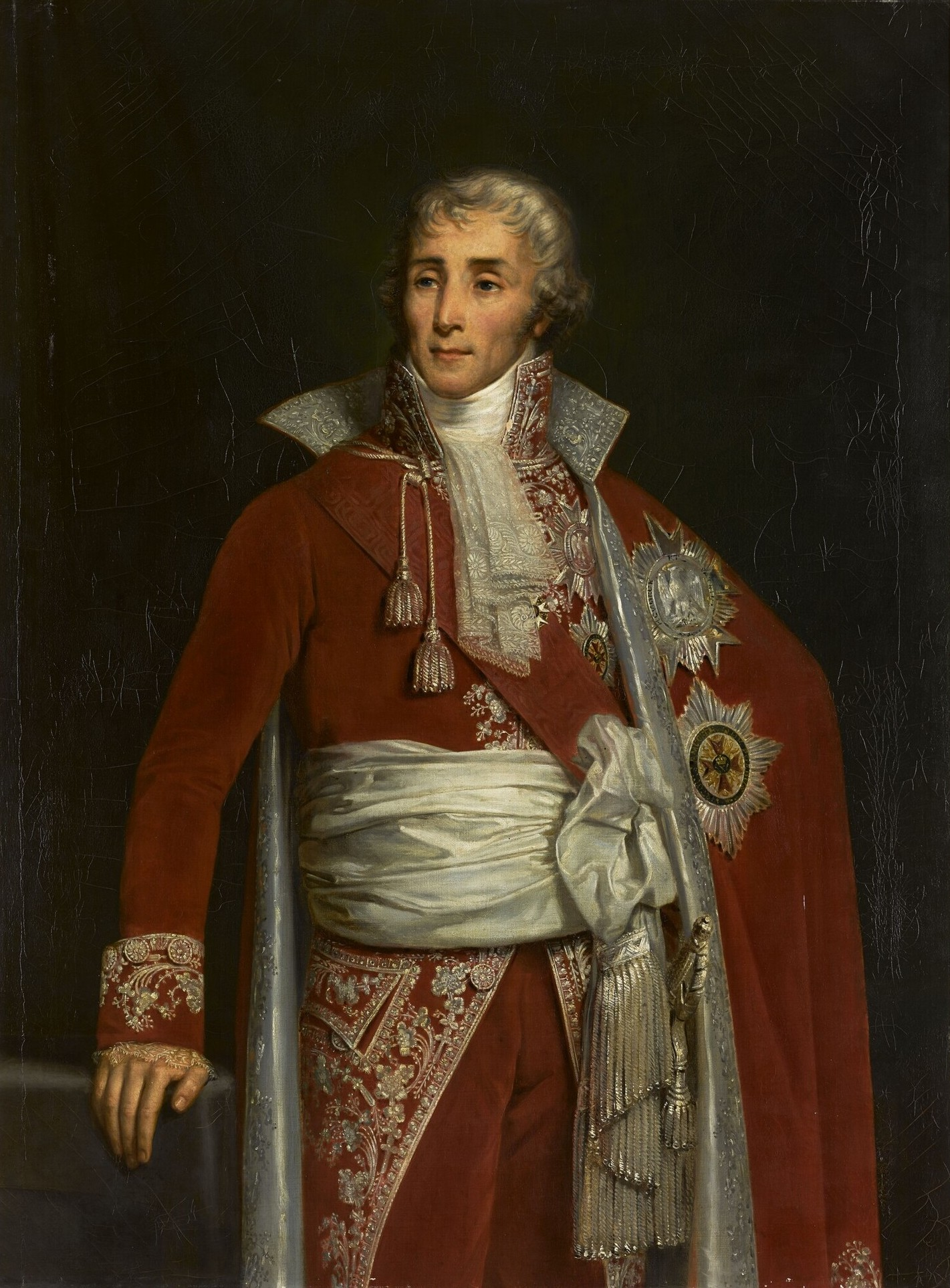
Joseph Fouché, rédacteur de l'ordonnance du 24 juillet.

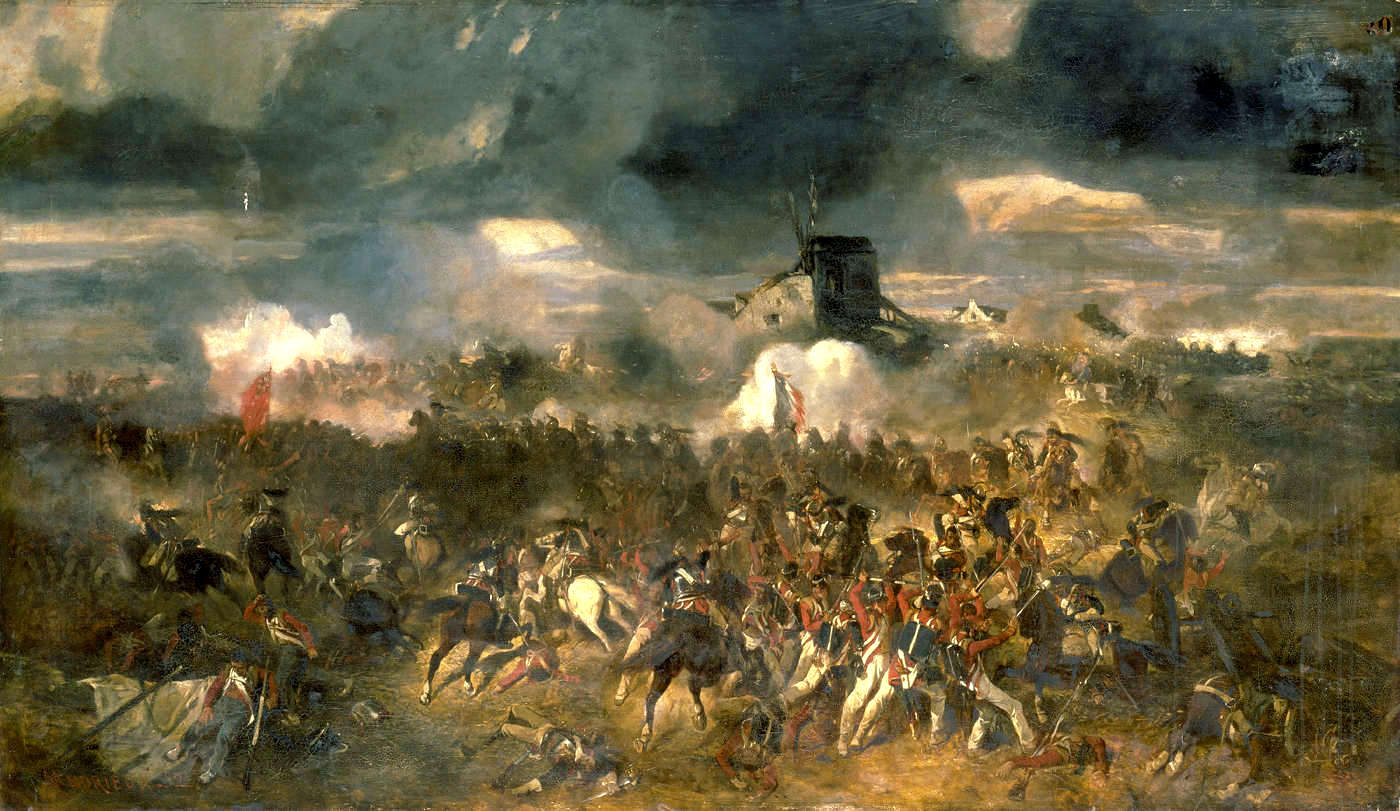
La bataille de Waterloo, gagnée par les puissances coalisées, permet le retour de Louis XVIII.

Les puissances étrangères sont décidées à faire tomber Napoléon coûte que coûte. Le 2 avril, les souverains se réunissent à Francfort et décident d'envoyer un ultimatum à Napoléon, lui donnant dix jours pour partir de France sous peine d'une guerre. « Elles accordent dix jours à Napoléon Bonaparte pour quitter la France et rentrer dans l'île que la clémence des alliés lui laisse. [...] Ce délai passé, [...] les puissances alliés déclarent Napoléon Bonaparte et les armées françaises ennemis irréconciliables de la France et de l'Europe », explique l'année suivante Antoine de Saint-Gervais. Louis XVIII s'empresse d'approuver cette déclaration : « Vous ne devez plus voir dans ces étrangers [...] que des alliés généreux ».
En exil, le roi est relativement impuissant et doit attendre les résultats de l'action des puissances étrangères, qui battent les troupes de Napoléon à Waterloo le 18 juin 1815. La nouvelle de la défaite de Napoléon est apportée par Pozzo le lendemain à sept heures du matin : « Le duc de  Wellington m'a chargé d'informer Votre Majesté des événements de la journée d'hier. Sa Seigneurie a gagné la bataille la plus complète [...] et les ennemis de la France ont été vaincus après neuf heures de combat ». Le roi, heureux de la nouvelle, trinque avec le maréchal Victor en l'honneur des alliés coalisés. La situation des Bourbons reste peu enviable : à l'exception de Wellington qui jouit du prestige de la victoire, les représentants étrangers ne sont pas particulièrement favorables au retour de ceux qui n'ont pas su empêcher le retour de l'Empereur, et décident d'attendre. C'est finalement grâce à l'action de Fouché et Talleyrand, principaux et influents ministres de la commission Napoléon II, que le souverain rentre en France. Le premier se chargeant de convaincre les notables français des chambres par une série de messages et le second les souverains étrangers que le retour de Louis XVIII sur le trône est inéluctable. Le 25 juin, Louis XVIII rentre en France tandis que Napoléon quitte Paris pour Malmaison et tente, comme Louis XVIII précédemment, de sauver sa fortune, il remet plus de trois millions à Laffitte, le banquier et homme politique.
Les tentatives des royalistes parisiens pour restaurer la légitimité de Louis XVIII se révèlent vaines car le roi rentre en France après les soldats britanniques. Il arrive effectivement à Paris le 8 juillet. Même les personnes qui l'avaient suivi à Gand déplorent ce retour, blessant l'orgueil national et refroidissant l'attachement des Français à leur roi. Alors que le pays est occupé par les troupes étrangères (occupation particulièrement sévère et qui dure trois ans), cette arrivée forge une image anti-nationale du régime, et le roi est perçu comme revenu « dans les fourgons de l'étranger », ce qui devient un argument récurrent des opposants au régime jusqu'en 1830.

### La terreur blanche et le cas de l'armée

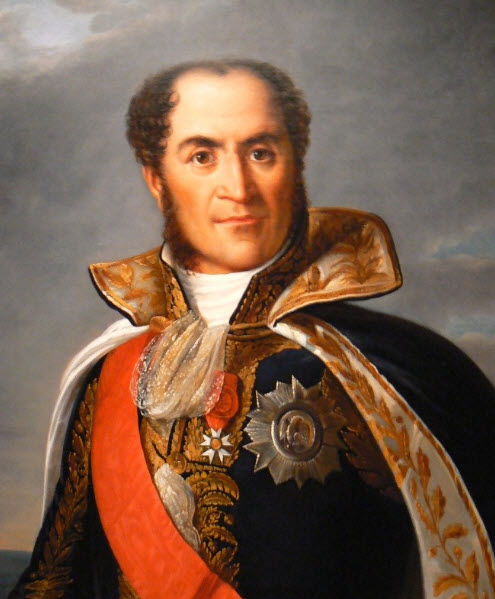
Le maréchal d'Empire Brune est jeté dans le Rhône par la foule royaliste d'Avignon.

Conscient de revenir dans des circonstances dramatiques, Louis XVIII, le 28 juin, dans un discours à Cambrai, pardonne à tous ceux qui ont collaboré avec l'Empereur après le 23 mars mais est intransigeant concernant ceux qui l'ont trahi avant (ce qui vise particulièrement l'armée). Le souverain, lorsqu'il arrive au pouvoir, essaie de pratiquer une politique modérée mais la rancœur des ultras face aux traîtres le rattrape et il ne peut s'y opposer. Il se presse de déclarer, par une ordonnance rédigée par Fouché, la déchéance de ceux qui sont considérés comme des traîtres. Les officiers qui ont rallié l'empereur durant les Cent-Jours passent devant un conseil de guerre (trois, dont le Maréchal Ney, sont condamnés à mort) tandis que les autres personnes citées sont assignées à résidence en attendant de passer devant la chambre des pairs. Cette ordonnance est une véritable proscription considérée comme le premier acte de la Terreur blanche menée par les ultras-royalistes contre les républicains et bonapartistes défendant les idées révolutionnaires « La France sera donc, pour de longues années, coupée en deux peuples ennemis, comme le résume le Père de Bertier ». Louis XVIII ne s'arrête néanmoins pas là, conscient que c'est à la défection de l'armée à son égard qu'il doit son exil. Ainsi, les corps francs que Napoléon avait créés le 22 avril 1815 pour défendre la France sont dissous par ordonnance royale le 20 juillet 1815. Le 1er août, l'armée impériale est licenciée. Ce licenciement brutal, accompagné des excès de la Terreur blanche, fait rompre une partie de l'armée avec la royauté, qui complote ensuite contre elle avec les républicains et les bonapartistes au sein de sociétés secrètes comme la Charbonnerie.
Les élections législatives prévues en août se déroulent dans un climat tendu par la Terreur blanche. À Toulouse, le président du collège électoral est écarté au profit de Villèle. À Nîmes, treize protestants sont massacrés à la veille du scrutin. Dans 46 départements, les troupes d'occupation étrangère perturbent les opérations en arrêtant jacobins et bonapartistes. La chambre élue est composée très majoritairement de royalistes et est surnommée la « Chambre introuvable ». Cette chambre est composée de 350 ultras pour 391 sièges mais Louis XVIII comprend que ce sont les circonstances qui ont amené ces gens au pouvoir et ne compte pas gouverner avec eux. La Chambre n’est pas constituée de vieux émigrés désireux de revenir à l’Ancien Régime. Sur les 381 députés qui composent la Chambre au début de l’été 1816, on trouve 197 bourgeois d’origine et 8 anoblis de l’Empire, contre seulement 176 nobles de l’Ancien Régime ; il y a 90 anciens émigrés ; la plupart d’entre eux avaient accepté des fonctions militaires ou civiles sous l’Empire. Parmi les bourgeois, on compte 91 hommes de loi, magistrats et avocats et 25 négociants ou industriels. La plupart sont des hommes nouveaux, seuls 33 députés appartenaient à la Chambre de 1814 et 17 à celle des Cent-Jours. Ce sont ces hommes qui instaurent la « Terreur légale » et qui donnent un renouveau au parti ultra si bien qu'ils sont considérés comme la « sève » du parti .